# 大中臣宿奈麻呂
大中臣 宿奈麻呂（おおなかとみ の すくなまろ）は、奈良時代の貴族。姓は中臣朝臣のち大中臣朝臣。右大臣・大中臣清麻呂の子。官位は正五位下・阿波守。

## 経歴
神護景雲3年（769年）一族と共に中臣朝臣姓から大中臣朝臣姓に改姓する。左京少進の官職にあった神護景雲4年（770年）日食が発生したため、幣帛と赤毛馬2頭を奉納するために、参議・藤原継縄と共に伊勢太神宮に派遣される。
宝亀2年（771年）従五位下に叙爵。その後、宝亀5年（774年）下野守、宝亀8年（777年）阿波守と光仁朝の後半において地方官を歴任する。またこの間、宝亀9年（778年）従五位上、宝亀11年（780年）正五位下と順調に昇進した。
父に先立って卒去したとされる。

## 官歴
『続日本紀』による。
- 時期不詳：正六位上
- 神護景雲3年（769年） 6月19日：中臣朝臣姓から大中臣朝臣姓に改姓
- 神護景雲4年（770年） 8月1日：見左京少進
- 宝亀2年（771年） 11月25日：従五位下
- 宝亀5年（774年） 3月5日：下野守
- 宝亀8年（777年） 正月25日：阿波守
- 宝亀9年（778年） 正月16日：従五位上
- 宝亀11年（780年） 正月7日：正五位下

## 系譜
「中臣氏系図」（『群書類従』巻62所収）による。
- 父：大中臣清麻呂
- 母：不詳
- 生母不明の子女
  - 長男：大中臣弟成
  - 次男：大中臣弟人
  - 三男：大中臣諸人
  - 四男：大中臣諸公
  - 五男：大中臣真公
  - 六男：大中臣栗麻呂